# Pustków Wilczkowski (przystanek kolejowy)
Pustków Wilczkowski − nieczynny przystanek osobowy w Pustkowie Wilczkowskim, w Polsce, w województwie dolnośląskim.